# Uncle Tupelo
Uncle Tupelo was een Amerikaanse alternative countryband. De band kwam uit Belleville, Illinois. De band was een doorstart van de groep The Primitives en werd in 1987 opgericht door Jay Farrar, Jeff Tweedy en Mike Heidorn. Farrar en Tweedy waren beiden frontman, en wisselden leadvocalen af.
De band liet zich inspireren door country en folk, maar in de muziek klinkt ook rauwe punk en hoekige gitaarrock door.
Uncle Tupelo viel begin mei 1994 uit elkaar. Hieruit ontstonden twee nieuwe countryrockgroepen: Farrar richtte samen met Heidorn de band Son Volt op, Tweedy ging met Coomer, Johnston en Stirratt verder als Wilco.
Uncle Tupelo heeft als band nooit grote commerciële successen gekend, maar is wel van enorme invloed geweest op de alt.country-scene: de titel van het debuutalbum No Depression gaf naam aan een sub-genre binnen de americana.
Op het album Anodyne zingt Jay Farrar een duet met Doug Sahm, de voorman van onder meer The Texas Tornadoes.

## Bandleden
- Jay Farrar - gitaar en zang
- Jeff Tweedy - bas, gitaar en zang
- Mike Heidorn - drums
- Bill Belzer - drums en bas
- Ken Coomer - drums
- Max Johnston - banjo, mandoline en fiddle
- John Stirratt - bas

## Discografie
- No Depression (1990)
- Still Feel Gone (1991)
- March 16-20, 1992 (1992)
- Anodyne (1993)